# Onmyo-za
Onmyo-za (japanska: 陰陽座 Onmyōza, "union mellan yin och yang" på japanska) är ett japanskt heavy metal band grundat i Osaka år 1999. Bandet spelar en ortodox stil av heavy metal som kan jämföras med Iron Maiden eller Judas Priest, men som innehåller vissa influenser av pop och japansk folkmusik. Deras låttexter (skrivna på japanska) är för det mesta baserade i bland annat Oni, Yōkai, japanska drakar, ninja, magi osv.

## Medlemmar
Nuvarande medlemmar
- Kuroneko (黒猫?) – sång (1999– )
- Matatabi (瞬火?) – basgitarr, sång (1999– )
- Maneki (招鬼?) – gitarr, bakgrundssång (1999– )
- Karukan (狩姦?) – gitarr (1999– )

Tidigare medlemmar
- Tora (斗羅?) (Atsushi Kawatsuka) – trummor (1999–2009)

Bidragande musiker (live/studio)
- Atsushi Kawatsuka –	 trummor (2009–2011)
- Tomotaka Ishikawa – trummor (2011)
- Dobashi Makoto – trummor, slagverk (2012– )
- Abe Masahiro – keyboard

## Diskografi

### Studioalbum
- 05/12/1999 – Kikoku Tenshō (鬼哭転生?)
- 24/12/2000 – Hyakki Ryōran (百鬼繚乱?)
- 10/01/2002 – Kōjin Rasetsu (煌神羅刹?)
- 24/07/2002 – Fūin Kairan (封印廻濫?)
- 22/01/2003 – Hōyoku Rindō (鳳翼麟瞳?)
- 03/03/2004 – Mugen Hōyō (夢幻泡影?)
- 22/06/2005 – Garyō Tensei (臥龍點睛?)
- 25/07/2007 – Maō Taiten (魔王戴天?)
- 09/09/2008 – Chimimōryō (魑魅魍魎?)
- 09/09/2009 – Kongou Kyūbi (金剛九尾?)
- 21/12/2011 – Kishi Bojin ((鬼子母神?)
- 24/09/2014 – Raijin Sōsei (雷神創世?)
- 24/09/2014 – Fūjin Kaikō (風神界逅?)
- 30/11/2016 - Karyo - Binga (迦陵頻伽?)
- 06/06/2018 - Hado Myoo (覇道明王?)

### Livealbum
- 25/06/2003 – Sekinetsu Enbu (赤熱演舞?)
- 07/06/2006 – Onmyoraibu (陰陽雷舞?)

### Singlar
- 19/08/2000 – "Ouka no Kotowari" (桜花ノ理?)
- 16/12/2001 – "Tsuki ni Murakumo Hana ni Kaze" (月に叢雲花に風?)
- 25/12/2002 – "Kouga Ninpou chou" (妖花忍法帖?)
- 04/06/2003 – "Houyoku Tenshou" (鳳翼天翔?)
- 01/10/2003 – "Mezame" (醒?)
- 07/01/2004 – "Nemuri" (睡?)
- 23/09/2004 – "Kumikyoku "Yoshitsune" - Akki Hougan" (組曲「義経」～悪忌判官?)
- 27/10/2004 – "Kumikyoku "Yoshitsune" - Muma Enjou" (組曲「義経」～夢魔炎上?)
- 26/11/2004 – "Kumikyoku "Yoshitsune" - Raise Kaikou" (組曲「義経」～来世邂逅?)
- 27/04/2005 – "Kouga Ninpouchou" (甲賀忍法帖?)
- 27/06/2007 – "Kokui no Tenyō" (黒衣の天女?)
- 06/08/2008 – "Kureha" (紅葉?)
- 21/01/2009 – "Soukoku/Doukoku" (相剋/慟哭?)
- 26/08/2009 – "Aoki Dokugan" (蒼き独眼?)
- 09/02/2011 – "Konpeki no Sōjin" (紺碧の双刃)
- 19/03/2014 – "Seiten no Mikazuki" (青天の三日月)
- 10/01/2018 – "Ouka Ninpouchou" (桜花忍法帖)

### Samlingsalbum
- 08/02/2006 – Inyo Shugyoku (陰陽珠玉?)
- 04/12/2013 – Ryūō Shugyoku (龍凰珠玉)

### DVD
- 25/06/2003 – Hakkō Ranbu (白光乱舞?)
- 14/02/2004 – Hyakki Korinden (百鬼降臨伝?)
- 02/03/2005 – Wagashikabane wo Koeteyuke (我屍越行?)
- 22/08/2005 – Yugenreibu (幽玄霊舞?)
- 21/06/2006 – Shugyoku Enbu (珠玉宴舞?)
- 23/01/2008 – Tenkafubu (天下布舞?)

### VHS
- 10/01/2002 – Hyakki Korinden (百鬼降臨伝?)